# Villana (Ficción)
Una villana (悪役令嬢 lit. Joven villana?) es un tipo de personaje en obras de ficción que aparece en telenovelas, películas, novelas, manga, anime y novelas visuales (incluso en videojuegos otome).
Además, el género que se centra en este tipo de personajes como protagonistas se llama Akuyaku Reijōmono (悪役令嬢もの?).

## Descripción general
Una "villana" es un personaje que aparece como antagonista de la protagonista en el mundo de la ficción, principalmente en series de demografía shōjo y josei. Esta villana se encuentra en una posición ventajosa debido a sus antecedentes familiares, estatus social, apariencia, bienes, etc. Por lo general, se encuentra en el camino amoroso de la protagonista y utiliza su poder, su séquito o cualquier otro medio para oponerse a la protagonista. La protagonista contrataca venciendo a la villana, que termina en un "bad end" (final malo), esto puede ser la pena de muerte, el exilio o el compromiso roto con el príncipe o protagonista masculino.
El género de obras basadas en las villanas se llama "Akuyaku Reijōmono".  En este tipo de obras, la protagonista reencarna en la villana de un videojuego otome y de alguna manera, la protagonista recuerda su vida anterior, así que debe evitar el "bad end" que tendrá la villana. En algunas ocasiones la protagonista es la villana como tal, y no una chica reencarnada de otro mundo. En este caso, la protagonista conoce de alguna manera su futuro que termina en un "bad end" y debe evitarlo a toda costa. 
La protagonista debe luchar para evitar el "bad end" haciendo uso de los recuerdos de su vida anterior, pero tan pronto como evita el "bad end", aparecen otros problemas imprevistos que debe superar.Hay una amplia variedad de géneros que pueden tener estas obras, desde obras con muchos elementos románticos con objetivos de conquistar a príncipes o hijos de duques, hasta obras de comedia.
La primera obra que utilizó la palabra "Akuyaku Reijō" fue en la obra de Rie Sugawa publicada en 2009 titulada como: Akuyaku Reijō Vuikutoria (悪役令嬢ヴィクトリア lit. Victoria la joven villana?). Pero, en esta obra no contiene los elementos descritos anteriormente, ya que la historia gira en torno a una joven propietaria de un salón de té que se infiltra como una maid en el salón de su competidora. 
Se cree que el género se hizo popular en la década del 2010, según Miyuki Hirai (CEO de Hina Project, empresa fundadora del sitio web de novelas autopublicadas Shōsetsuka ni Narō) el género se hizo popular en 2012 al igual que el género isekai en el sitio web Shōsetsuka ni Narō. Se cree que el género se originó en la mezcla de la reencarnación isekai y el romance en mundos de fantasías. Probablemente la webnovela que influyó en la creación de este género fue Akuyaku Reijō Kōkyū Monogatari (悪役令嬢後宮物語)escrita por Ryofu e ilustrada por Suzunosuke. En la webnovela la protagonista es una joven "con cara de villana" que debe vivir diferentes peripecias al interior del palacio, ya que está envuelta en las luchas de las concubinas por quedarse con el príncipe. Si bien la historia no es un Akuyaku Reijōmono como tal, sí fue una gran influencia para las webnovelas posteriores.Gracias al éxito de Akuyaku Reijō Kōkyū Monogatari, la obra logró ser publicada como novela y manga.
En julio de 2013, Hiyoko no Keki comenzó a publicar la webnovela Kenkyo, Kenjitsu o Motto ni Ikite Orimasu! (謙虚、堅実をモットーに生きております！ lit. Viviré con la humildad y la confiabilidad como mi lema?) en el sitio web Shōsetsuka ni Narō. La obra se posicionó segunda en el ranking de Shōsetsuka ni Narō, a pesar de ser una webnovela dirigida hacia mujeres, ya que por lo general, este tipo de webnovelas no logran llegar a los primeros puestos, esta webnovela logró llegar a los primeros puestos y se mantuvo en el segundo lugar durante meses. La novela dejó de ser actualizada en 2017, aun así siguió siendo popular incluso en 2020, y a veces es descrita como la obra pionera de Akuyaku Reijōmono. En esta obra, la protagonista se encontraba a punto de hacer su examen de primaria, pero reencarnó en la villana de la protagonista de su manga shōjo favorito. En esta obra, la protagonista debe evitar el "bad end" que tiene la villana.
En 2020, se animó por primera vez una novela de este género, esta fue Otome Game no Hametsu Flag Shika Nai Akuyaku Reijō ni Tensei Shiteshimatta.... El anime fue un éxito, atrayendo la atención del público general hacia el género.

## Características

### Arquetipo del personaje
- El personaje es miembro de la realeza y tiene poder sobre los políticos, aristócratas y los familiares de los ricos. Tiene el poder suficiente para que la obedezcan y nadie puede detenerla.[10]
- Está enamorado del héroe o tiene odio a la protagonista.[10]

Dado que es la antagonista de la obra, sus habilidades y escenarios son exactamente opuestos a los de la protagonista. Debido a su alto estatus y una gran fortaleza financiera, a menudo es la posible prometida o candidata a novia del príncipe o protagonista masculino. Los puntos negativos que tiene la villana son: ser perfeccionista y muy dura con los demás.

## Obras Akuyaku Reijōmono
- Akuyaku Reijō to Kichiku Kishi
- Akuyaku Reijō wa Ringoku no Outaishi ni Dekiai Sareru
- Akuyaku Reijō wa Heroine wo Ijimete iru Baai dewa Nai
- Loop 7-kaime no Akuyaku Reijō wa, Moto Tekikoku de Jiyū Kimama na Hanayome Seikatsu wo Mankitsu Suru
- Akuyaku Reijō ni Naritakunai node, Ōji-sama to Issho ni Kanpeki Reijō wo Mezashimasu!
- Akuyaku Reijō no wo Yome-sama
- Deka to Hannin no Otome Game Tensei: Hoshi wa Kōryaku Taishō no Naka
- Tearmoon Teikoku Monogatari
- Reijō wa Mattari wo Goshomō
- Kishi Danchō no Musuko wa Akuyaku Reijō wo Dekiai suru
- Rekishi ni Nokoru Akujo ni Naru zo
- Tsundere Akuyaku Reijō Lieselotte to Jikkyō no Endō-kun to Kaisetsu no Kobayashi-san
- Gekai Elise
- Gyaru Maid to Akuyaku Reijō: Ojō-sama no Happy End shika Katan!
- Tensei Daiseijō, Jitsuryoku wo Kakushite Renkinjutsu Gakka ni Nyūgaku suru: Kemono Tsukai no Akuyaku Reijō, Game no Chishiki de Yarakashi Musōshi Dekiai Saresu
- Genkai OL-san wa Akuyaku Reijō-sama ni Tsukaetai
- Otome Game no Heroine de Saikyō Survival
- Otome Game no Hametsu Flag Shika Nai Akuyaku Reijō ni Tensei Shiteshimatta...
- Akuyaku Reijō wa Nightingale wo Mezasu
- Akuyaku Reijō no Ani ni Tensei Shimashita
- Akuyaku Reijō ga Sei Heroine o Kudoki Otosu Hanashi
- Akuyaku Reijō Level 99: Watashi wa Ura-Boss desu ga Maō de wa Arimasen
- Higeki no Genkyō to naru Saikyō Gedō Last Boss Joō wa Min no tame ni Tsukushimasu
- Kōshaku Reijō no Tashinami
- Gakeppuchi Reijō wa Kurokishi-sama wo Horesasetai!
- Hard Mode na Akuyaku Reijō ni Tensei shimashita ga Ikinobite Sekai wo Sukuimasu!
- Chōnin A wa Akuyaku Reijō wo Dōshite mo Sukuitai
- Akuyaku Reijō no Tsuihōgo!
- Otome Game Sekai wa Mob ni Kibishii Sekai desu
- Akuyaku Reijō Tensei Oji-san
- Tensei Akujo no Kuro Rekishi
- Akuyaku Reijō Nano de Last Boss wo Katte Mimashita
- Akuyaku Reijō no Shitsuji-sama: Hametsu Flag wa Ore ga Tsubusasete Itadakimasu
- Watashi no Oshi wa Akuyaku Reijō
- Yarinaoshi Reijō wa Ryūtei Heika o Kōryaku-chū
- Yankee Akuyaku Reijō: Tensei Tenka Yuiga Dokuson
- Chōdokyū Cheat Akuyaku Reijō no Karei naru Fukushūtan
- Saigo ni Hitotsu dake Onegai shitemo Yoroshii deshō ka
- TS Akuyaku Reijō Kamisama Tensei Zen'nin Tsuihō Haishin RTA ~Kiraware Tsuihō End wo Meza shiteru no ni Saikyō Musō Road kara Orirarenai~
- Tensei Reijō wa Bōkensha wo Kokorozasu